# Farrah Mackenzie
Farrah Mackenzie, née le 29 octobre 2005 à Los Angeles, est une actrice américaine.
Après des rôles récurrents dans les séries américaines Utopia et United States of Al (en) entre 2020 et 2022, elle est révélée au cinéma dans Le Monde après nous en 2023.

## Biographie
Farrah Mackenzie naît le 29 octobre 2005 à Los Angeles dans une famille d'acteurs : fille de l'actrice Angela Little et de l'acteur Andy Mackenzie, elle est la petite fille de l'acteur et réalisateur de télévision Will Mackenzie (en).

### Carrière
Elle commence sa carrière à l'âge de cinq ans avec une apparition dans le court métrage The Heart's Eye View de Gerald Emerick dans lequel jouent également ses parents.
Elle est révélée en 2015 au public américain via le rôle de Stella Parton dans deux téléfilms consacrés à Dolly Parton, Dolly Parton's Coat of Many Colors (en) et Dolly Parton's Christmas of Many Colors: Circle of Love (en), recevant pour ce dernier un Young Entertainer Awards. Alternant des apparitions et de petits rôles dans des courts-métrages, elle apparait en 2017 dans les films Logan Lucky et Please Stand By.
En 2020, elle incarne Alice dans les huit épisodes de la série Utopia (aux côtés de John Cusack et Rainn Wilson) puis obtient un rôle récurrent entre 2021 et 2022 dans la série United States of Al (en) où elle interprète le rôle de Hazel durant 29 épisodes.
En 2023, elle tient le rôle de Rose Sandford dans Le Monde après nous dans lequel elle côtoie Julia Roberts, Mahershala Ali et Ethan Hawke.

### Vie personnelle
Elle adore Harry Potter et les films d'horreur. Outre le dessin d'anime, le ski, le surf et l'escalade, elle apprend à jouer de la guitare durant son adolescence.
Très régulièrement malade depuis ses 2 ans, elle subit des rhumes à répétition, dérivant en infections des sinus puis en pneumonies. En 2014, on lui diagnostique un déficit immunitaire primitif à la suite duquel elle participe à une étude clinique pour tenter d'identifier le gène responsable. La maladie retarde sa croissance mais une greffe de moelle osseuse réalisée avec succès la guérit en 2017.

## Filmographie

### Cinéma
| Année | Titre                                                        | Rôle             |
| ----- | ------------------------------------------------------------ | ---------------- |
| 2011  | The Heart's Eye View                                         | Une petite fille |
| 2014  | Une inquiétante baby-sitter                                  | Chloe Kessler    |
| 2015  | Dolly Parton's Coat of Many Colors (en)                      | Stella Parton    |
| 2016  | Dolly Parton's Christmas of Many Colors: Circle of Love (en) | Stella Parton    |
| 2016  | Selling Isobel (Apartment 407)                               | Olivia           |
| 2017  | You Get Me                                                   | Tiffany          |
| 2017  | Logan Lucky                                                  | Sadie Logan      |
| 2017  | Please Stand By                                              | Wendy            |
| 2018  | Lawless Range                                                | Emily Donnelly   |
| 2018  | Ascension                                                    | Chloe            |
| 2023  | Le Monde après nous                                          | Rose Sandford    |

### Télévision
| Année     | Titre                          | Rôle          | Episodes |
| --------- | ------------------------------ | ------------- | -------- |
| 2014      | Workaholics                    | Puppet Hugger | 1        |
| 2014      | Comedy Bang! Bang! (en)        | Milkmina      | 1        |
| 2016      | Harley, le cadet de mes soucis |               | 1        |
| 2020      | Utopia                         | Alice         | 8        |
| 2021-2022 | United States of Al (en)       | Hazel         | 29       |

## Récompenses
- 2016 : Young Entertainer Awards dans la catégorie 'Best Young Ensemble Cast (Television Movie, Mini Series or Special)' dans Dolly Parton's Coat of Many Colors (en)[1]
- 2020 : Horrorhaus Film Festival - Meilleure jeune actrice dans Ascension[1]